# Vanderwulpella anceps
Vanderwulpella anceps là một loài ruồi trong họ Tachinidae.